# Intendencia de León
La Intendencia de León fue una dependencia político-administrativa de la Real Audiencia de Guatemala (con funciones plenas de administración de gobierno y justicia en el llamado reino de Guatemala), creada por Real Cédula del 23 de diciembre de 1786, que restablece la unión de la Provincia de Nicaragua, con la Alcaldía Mayor de Nicoya o Corregimiento de Nicoya. En el aspecto militar, la Intendencia de León dependía de la Capitanía General de Guatemala.
Anteriormente,  en 1527, la Corona espańola había creado la provincia de Nicaragua, segregándola de Castilla de Oro, e incluía el territorio del reino de Nicoya, puesto que se solicitó establecer si el territorio de la Villa de Bruselas (ubicada al extremo sur de Nicoya) pertenecía a la provincia de Nicaragua (la nueva circunscripción), o si permanecía bajo la autoridad de Castilla de Oro, y una Real Cédula del 21 de abril de 1529 resolvió el conflicto a favor de la provincia de Nicaragua, cuando ya la villa de Bruselas había dejado de existir.
En 1554, el territorio de Nicoya fue segregado de la Gobernación de Nicaragua o provincia de Nicaragua, para crear la Alcaldía Mayor de Nicoya o Corregimiento de Nicoya. En 1786, el territorio de Nicoya fue nuevamente unido a la provincia de Nicaragua, al crearse la Intendencia de León.
Para 1812, con la promulgación de la Constitución de Cádiz, a propuesta de los diputados de Nicaragua y Costa Rica, las Cortes de Cádiz deciden mediante una ley de 23 de mayo de 1812, segregar del Reino de Guatemala, a los territorios de la Intendencia de León y de la Provincia de Costa Rica (que estaba bajo un gobierno militar dependiente de la Capitanía General de Guatemala, con las mismas facultades de una Intendencia pero con un rango menor, ya que en lo hacendario dependía de la Intendencia de León), para reunirlos en una nueva circunscripción, la Provincia de Nicaragua y Costa Rica, que se constituyó en una de las dos Diputaciones de la región centroamericana, junto a la Provincia de Guatemala. La Diputación Provincial de Nicaragua y Costa Rica estaba integrada por un total de siete diputados, correspondiendo uno para León, Granada, Rivas, Segovia, y Nicoya; y dos por Cartago.
En mayo de 1814, con la abolición de la Constitución de Cádiz fueron disueltas la Diputación y la Provincia de Nicaragua y Costa Rica, para volverse a formar la Intendencia de León y la Provincia de Costa Rica.
En marzo de 1820, se restablece la Constitución de Cádiz y de nuevo son disueltas la Intendencia de León y la Provincia de Costa Rica, retornando la existencia de la Provincia de Nicaragua y Costa Rica.
El 13 de diciembre de 1820, la Diputación Provincial de Nicaragua y Costa Rica dividió el territorio provincial en siete partidos: El Realejo, Nueva Segovia, León, Granada, Nicaragua (Rivas), Nicoya y Costa Rica.
El 15 de septiembre de 1821, la Provincia de Guatemala proclama su independencia de España.
El 11 de octubre de 1821, la Provincia de Nicaragua y Costa Rica proclama su independencia absoluta de España, pero casi enseguida surgen desavenencias en su territorio, el partido de Granada y el partido de Costa Rica erigen gobiernos propios, separados del partido de León; luego el Partido de Costa Rica se constituye en una nueva provincia de Costa Rica, mediante la Constitución que emite el 1 de diciembre de 1821, denominada Pacto Social Fundamental interino o Pacto de Concordia, por lo que inevitablemente se extingue la Provincia de Nicaragua y Costa Rica, y se forma una nueva provincia de Nicaragua que es anexada al Primer Imperio mexicano de Agustín de Iturbide, mediante decreto del 5 de enero de 1822.